# Sân vận động René Gaillard
Sân vận động René Gaillard là một sân vận động đa năng có sức chứa 11,352 người ở Niort, Pháp. Đây từng là sân nhà của câu lạc bộ Chamois Niortais từ ngày 3 tháng 8 năm 1974 cho đến khi đội giải thể vào năm 2025.
Kỷ lục đón khán giả vào sân vận động này là 16,715 người trong trận đấu giữa Chamois Niortais và Olympique Marseille vào năm 1988.